# John Dalrymple (14e comte de Stair)
Pour les articles homonymes, voir John Dalrymple.
John David James Dalrymple, 14e comte de Stair (né le 4 septembre 1961) est un homme politique britannique qui, depuis 2008, est un membre crossbencher de la Chambre des lords.

## Biographie

### Jeunesse
Il est l'aîné des enfants de John Dalrymple (13e comte de Stair) et de Davina Katherine Bowes-Lyon (2 mai 1930 - 1er novembre 2017), fille de David Bowes-Lyon, frère de la reine Elizabeth la reine mère. La mère de Lord Stair, Davina, est donc une cousine germaine de la reine et il est un cousin issu de germain du prince de Galles. Il fait ses études à Harrow School et à Sandhurst.

### Carrière politique
En héritant de sa pairie en 1996, Lord Stair entre à la Chambre des lords et siège en tant que crossbencher, c'est-à-dire indépendant. En 1999, la loi sur la Chambre des lords supprime le droit de tous les pairs héréditaires de siéger à la Chambre; cependant, quatre-vingt-douze pairs sont autorisés à rester à la Chambre, élus par d'autres pairs. Il n'est pas élu à ce moment-là. À la suite du décès de Davina Ingrams, 18e baronne Darcy de Knayth en 2008, Lord Stair est élu aux Lords, le 13 octobre 2011, il prononce un discours dans le débat sur l'aviation.

## Famille
Lord Stair épouse Emily Mary Julia Stonor, fille de Thomas Stonor (7e baron Camoys) et Elizabeth Mary Hyde Parker, en 2006.
Ils ont trois enfants :
- John James Thomas Dalrymple, vicomte Dalrymple (né le 3 janvier 2008) [1] ;
- Elizabeth Alice Mary Lily Dalrymple (née le 24 juillet 2012) [2] ;
- Harry David Fergus Dalrymple (6 avril 2015).